# Skulpturenradweg Bauland-Odenwald
Der Skulpturenradweg ist ein rund 77 km langer Radwanderweg in Form eines Skulpturenwegs durch Bauland und Odenwald im Neckar-Odenwald-Kreis. Der Skulpturenradweg führt an insgesamt 25 Skulpturen vorbei durch die Gemeinden Adelsheim, Buchen, Osterburken, Ravenstein, Rosenberg und Seckach. Die Strecken des Skulpturenradwegs sind durchgängig mit Wegweisern mit dem Logo des Radwanderwegs beschildert.

## Geschichte
Der Skulpturenradweg entstand 2005 als Kunstprojekt „Skulpturen am Radweg - Kunst in der Landschaft“. 2005 entstanden 18 Skulpturen aus ganz unterschiedlichen Materialien von 18 verschiedenen Künstlern. 2006 wurde der Skulpturenradweg eröffnet.
Im Frühjahr 2019 wurde der Skuplturenradweg um sieben Skulpturen erweitert und die Stadt Buchen mit einbezogen. Die Eröffnung des erweiterten Skulpturenradwegs fand am 19. Mai 2019 mit einer OpenAir-Vernissage in Osterburken statt.

## Die Skulpturen
Die Künstler, ihre Skulpturen und das Erbauungsjahr:
- Laila Auburger – Licht, lautlos (Camera Obscura) – 2019
- Johannes Wald – Ohne Titel („Kirnaubad“) – 2005
- Franziska Jaschek – NRIO (Natürlich Radfahren im Odenwald) – 2019
- Katrin Riedl – Luftschicht am Ufer – 2005
- Stefan Rohrer – Manta- 2005
- Christian Friedrich – Ohne Titel („Flugobjekt“) – 2005
- Johannes Vogl & Thomas Straub – Ohne Titel („Leuchtschild“) – 2005
- Andreas Kiessling – Ohne Titel („Straße“) – 2005Skulptur – Ohne Titel („Straße“)

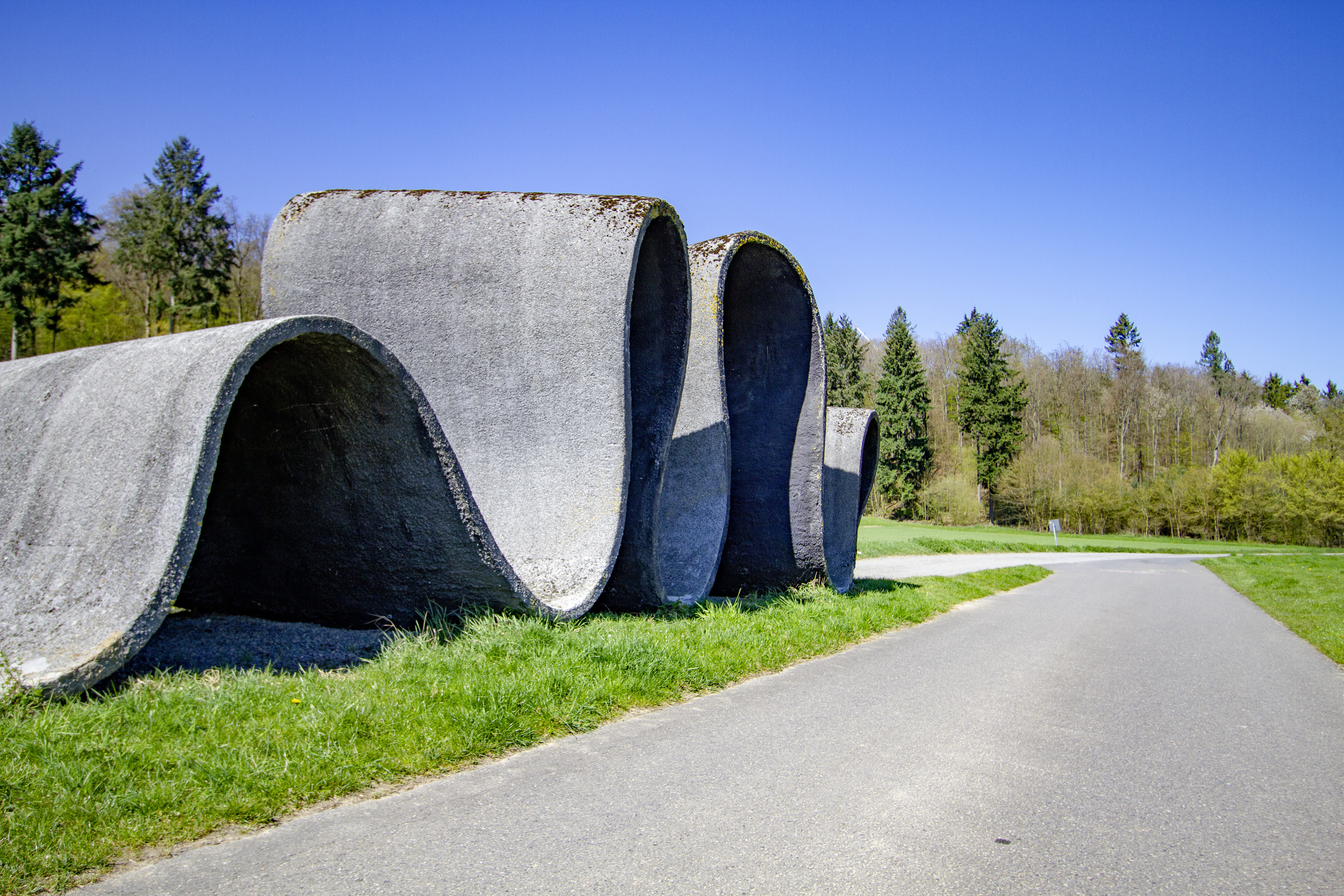
Skulptur – Ohne Titel („Straße“)

- Nino Maaskola – Sculpture for the road – 2019Skulptur: Sculpture for the road
- Rudolf Reiber – Gerüst – 2005
- Manuela Tirler – Waldstück – 2005

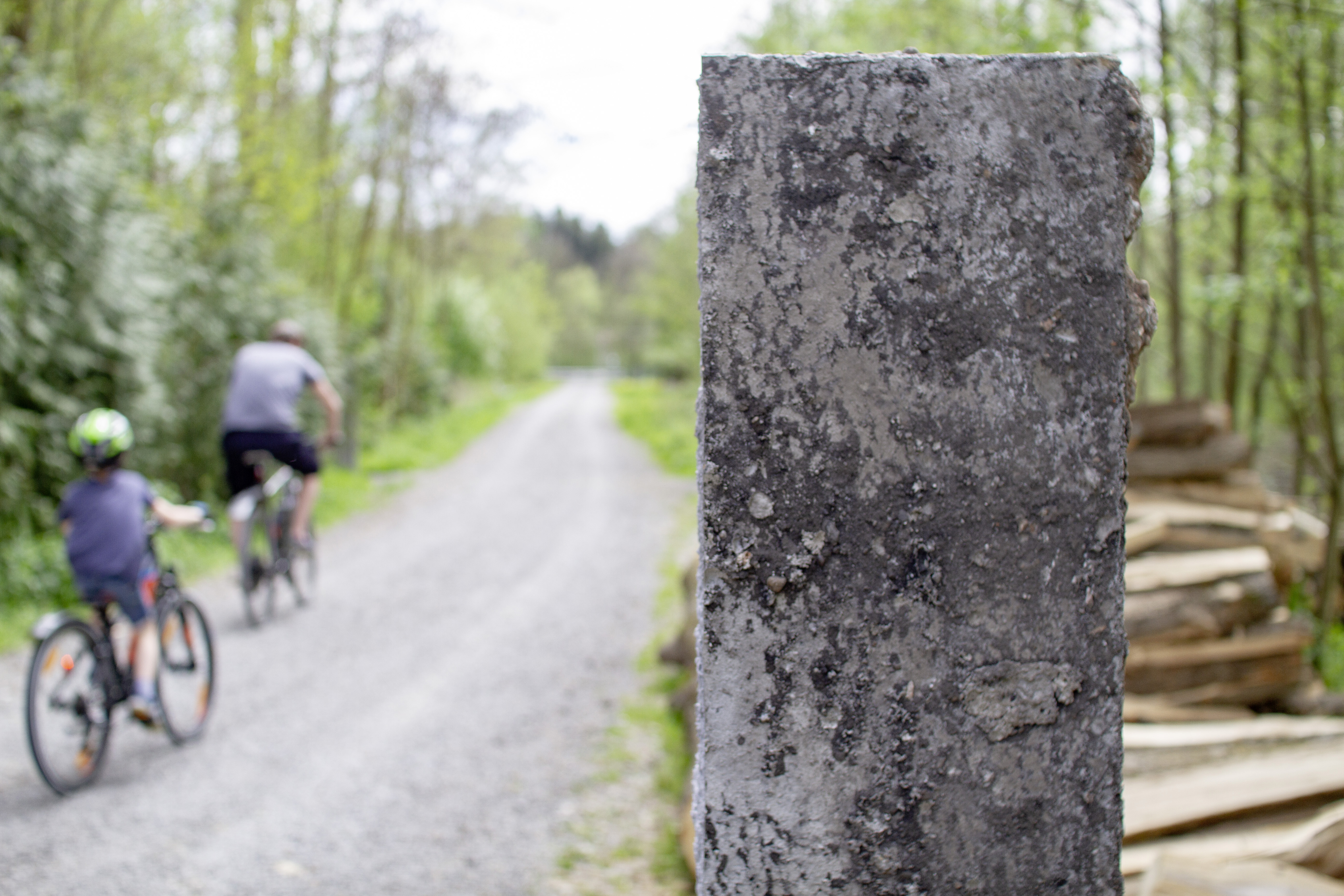
Skulptur: Sculpture for the road

- Kestutis Svirnelis – Ohne Titel („Bronzeriegel“) – 2005
- Veronika Rettich – Standpunkt (zur Betrachtung der Welt) – 2005
- Daniel Beerstecher – Retrograde Umgestaltung – 2005
- Jenny Rempel – Hinab durch die Mitte – 2005
- Markus Gehrig – Underground – 2019
- Jan Löchte – Paar im Park – 2005
- Ilka Berndt – Wechselwild – 2005
- Verena Frank – Flora und Fauna – 2005
- Nina Laaf – Welle – 2019
- Elisabeth Howey – Glück / unterwegs auf der Suche nach – 2005
- Jochen Damian Fischer – Subterran – 2019
- Shinroku Shimokawa – Ausgrabung – 2019
- Sebastian Reddehase – Ohne Titel („Brücke“) – 2005
- Andreas Blank – Ohne Titel („Bank“) – 2005